# Pedro Miguel Obligado
Pedro Miguel Obligado fue un poeta, profesor, ensayista, conferencista y guionista argentino que nació en Buenos Aires, Argentina, en 1892 y falleció en la misma ciudad en 1967.

## Labor literaria
Su poesía era de raíz hondamente romántica. En 1918 publicó el libro Gris y luego El ala de la sombra (1920) con el cual obtuvo en 1922 el Primer Premio Municipal de Poesía. En 1924 publicó El hilo de oro que fue galardonado con el Premio Nacional de Letras de 1925, premio que volvió a recibir en 1931 por La isla de los cantos. Fue galardonado con el Premio Nacional de Poesía de los años 1946, 1947 y 1948 por su obra Melancolía (1945); publicó Los altares (1959) y en 1971, póstumo, El andén con sus últimos poemas. Leopoldo Lugones afirmó: “Podríamos definir la poesía de Pedro Miguel Obligado con esta expresión titular: Historia de una melancolía.”
También realizó traducciones y escribió poemas en prosa, reunidos en El canto perdido (1925), ensayos y guiones cinematográficos. Entre sus ensayos se cuentan La tristeza de Sancho (1927) y Qué es el verso (1957) y entre sus traducciones de textos teatrales se encuentran obras de Fernand Crommelynck y William Shakespeare.

## Docencia y actividad gremial
Obligado obtuvo su diploma de abogado en 1916 y colaboró en periódicos de información general y en revistas literarias, entre ellas Martín Fierro, que inicia el movimiento de vanguardia en 1919. Se desempeñó además como profesor de psicología y, a partir de 1938, fue presidente de la Sociedad de Estudios Lingüísticos y en 1928 integró la primera comisión directiva de la Sociedad Argentina de Escritores encabezada por Leopoldo Lugones y Horacio Quiroga.

## Premio
La Academia de Artes y Ciencias Cinematográficas de la Argentina le otorgó el premio Cóndor Académico al mejor argumento original de 1949 por Almafuerte que escribiera en colaboración con Belisario García Villar.

## Filmografía como guionista
- Argentina tierra pródiga (1963)
- Surcos en el mar (1956)
- Pecadora (1956)
- El amor nunca muere (1955)
- El grito sagrado (1954)
- Nacha Regules (1950)
- Almafuerte (1949)
- Historia de una mala mujer (1948)
- Albéniz (1947)
- En el viejo Buenos Aires (1942)
- Embrujo (1941)
- La chismosa (1938)

## Obras

### Poesía
- Gris (1918)
- El ala de la sombra (1920)
- El hilo de oro (1924)
- El canto perdido (1925)
- La tristeza de Sancho (1927)
- La isla de los cantos (Poesía) (1931)
- Melancolía (1943) o (1945)
- Ausencia (1945)
- Qué es el verso (1957)
- Los altares (1959)
- Decepciones
- " soledad "

### Prosa
- El canto perdido (1925)
- La tristeza de Sancho y otros ensayos (1937)